# Себуанский язык
Себуа́нский язы́к (себуа́но) — язык австронезийской семьи. Распространён на Филиппинах (остров Себу и др.).
Другие названия: сугбу, сугбуанон (в англ. традиции — Binisaya, Bisayan, Sebuano, Sugbuanon, Sugbuhanon, Visayan). Включает диалекты себу, бохольский, лейте и минданао.
Лексический состав отличается большим количеством испанских и английских заимствований (см. amígu — «друг», bula — «мяч», duktur — «врач»).

## Генеалогическая и ареальная информация
Себуано относится к австронезийской семье, малайско-полинезийской ветви, западной подветви, бисайской группы филиппинских языков. Распространён на о. Себу, о. Бохоль, в Вост. Негросе, на о. Лейте  и на значительной территории о. Минданао. Также есть носители в США.

## Социолингвистическая информация
Число говорящих — 15,8 миллиона на Филиппинах, во всех странах — 15 810 000. Себуано является литературным языком, на нём ведётся преподавание в школах, существует разножанровая литература и публицистика, ведётся теле- и радиовещание. Более ранняя слоговая письменность, как и у других филиппинских языков, с XVIII века вытеснена латиницей на испанской основе.